# Joseph Barney
Joseph Barney, né en 1753 à Wolverhampton et mort le 13 avril 1832 à Londres, est un peintre et graveur anglais.
Deux de ses tableaux de grande taille, des pièces d'autel, La Déposition de la Croix (1781) et  L'Apparition de Notre-Seigneur à saint Thomas (1784), sont conservés dans deux églises de Wolverhampton.

## Biographie

### Premières années
Les documents d'archives conservés à Wolverhampton permettent d'identifier Joseph Barney comme le fils de Joseph Barney senior, un artiste laqueur, associé de 1780-1802 à Barney & Ryton , et d'Eleanor, née Denholm. En tant que fils d'un artisan d'art, il reçoit  une formation artistique et commence sa carrière comme peintre de fleurs, compétence utile pour la décoration de la laque.

### Formation à Londres
Barney arrive à Londres avant ou en 1774, car il reçoit cette année-là une « palette d'argent pour un dessin de fleurs » de la Société Royale des Arts. Barney se forme entre 1774 et 1780 auprès du peintre italien Antonio Zucchi (1726-1795) ; ainsi en 1777, il expose à la Société des Artistes chez « M. Zucchi, John Street, Adelphi ». En revanche, s'il a connu Angelica Kauffmann (1741-1807) et a été influencé par ses œuvres, l'affirmation selon laquelle il aurait été son élève n'est pas documentée.
Au cours de sa vie, Joseph Barney expose plus d'une centaine d'œuvres d'art à l'Académie Royale et à la British Institution. Leurs sujets montrent qu'il est réducteur de limiter Barney à un "peintre de fruits et de fleurs" ; il peint en effet également des tableaux à sujet religieux, historique, littéraire, ainsi que des tableaux de genre. En 1781 la Palette d'or de la Société Royale des Arts lui est décernée pour ses dessins à sujet historique

### Travail pour Matthew Boulton
Barney retourne à Wolverhampton en 1779 et épouse en août Jane Whiston Chambers (ou Chandler) .Leur premier enfant naît en octobre 1780. Afin de faire vivre sa famille, Barney dès novembre 1779 travaille pour l'industriel Matthew Boulton (1728-1809) à sa manufacture de Soho, pour mettre au point un procédé de reproduction mécanique de peintures. Il travaille sur des peintures d'après les œuvres de Joshua Reynolds, Benjamin West, Joseph Wright of Derby, Antonio Zucchi et Angelica Kauffman
Il réalise ces "peintures mécaniques" pour Matthew Boulton, Josiah Wedgwood, Elizabeth Montagu (1718-1800) et d'autres clients.

### Artiste indépendant
En 1781, Boulton met fin à la production mécanique de peintures et à sa collaboration avec Barney. 
En 1784, Barney réside dans les Midlands: il peint son deuxième tableau d'autel, L'Apparition de Notre Seigneur à saint Thomas pour l'église Saint-Pierre et Saint-Paul, et expose à la Royal Academy de Summer Hill à Birmingham. De 1786 à 1793, il réside à Londres, au 29 Tottenham Street, et expose à l'Académie Royale, mais le London Book Trade le désigne comme "graveur et imprimeur". Sa Scène dans la "Tempête exposée en 1788 pourrait indiquer l'ambition de rejoindre la Boydell Shakespeare Gallery à laquelle ses amis Benjamin West et Angelica Kauffman ont participé. Un de ses élèves est alors William Armfield Hobday (1771-1831) qui sera plus tard peintre de la cour.
En octobre 1793, il prend le poste de second maître de dessin à l'Académie royale militaire de Woolwich et s'installe à Greenwich. Il reste à l'Académie jusqu'en 1820.
La qualité artistique de Joseph Barney a été reconnue par ses contemporains : dans sa notice nécrologique, The Staffordshire Advertiser écrit : « Joseph Barney (...) était un éminent peintre, et pendant plus de 30 ans, maître de dessin à l'Académie Militaire Royale de Woolwich. Les pièces d'autel à Saint-Jean de l'Église et à la Chapelle Catholique, à Wolverhampton, dont il était natif, sont des témoignages durables de son talent en tant qu'artiste ». Mais il a été oublié, et son nom reste associé à la production mécanique de peintures, ainsi qu'à des productions à caractère décoratif ; la localisation actuelle  de la plupart de ses tableaux religieux ou historiques est inconnue. 

### Enfants
Parmi ses enfants, l'un deviendra peintre : son fils Joseph (1783- mort après 1851) commence à exposer en 1817 sous le nom de son père ; il s'installe ensuite à Southampton, où il est professeur de dessin ; il y expose jusqu'en 1842. À la fin des années 1830, il est nommé "peintre de fruits et de fleurs" de la Reine Victoria. Il est possible que certains tableaux de Joseph Barney fils aient été attribués à son père.

## Œuvres
- La Déposition de la Croix, 1781, église St. John in the Square, Wolverhampton.
- L'Apparition de Notre-Seigneur à saint Thomas, 1784, église catholique Saint-Pierre et saint-Paul, Wolverhampton.
- Un musicien aveugle, Art Gallery, Wolverhampton.